# Теодор Дрезмановић
Теодор Дрезмановић (XVIII век — XIX век) био је српски сликар и позлатар из Срема.

## Дело
Теодор Дрезмановић је 1824. у цркви Св. Теодора Тирона у Иригу, заједно са Димитријем Лазаревићем,  израдио зидне слике (премазане у другој половини XIX века), пресликао неколико икона и позлатио део старог иконостаса осликаног 1788.
Дрезмановић је позлатио иконостас цркве Светог Николе у Огару (1826–1828). Овај иконостас је највећим делом уништен током II светског рата. Дрезмановићево сликарство је следило класицистичке концепције блиске раду академског сликара Арсенија Теодоровића.